# Guiressum (província)
Guiressum (em turco: Giresun) é uma província (iller) do norte da Turquia, situada na região (bölge) do Mar Negro (em turco: Doğu Anadolu Bölgesi), com capital na cidade homónima. Tem 6 972 km² de área e em dezembro de 2021 tinha 450 154 habitantes (densidade: 64,6 hab./km²).